# Вакуловичі
Вакуловичі (Вакуловіче, пол. Wakułowicze) — село в Польщі, у гміні Нурець-Станція Сім'ятицького повіту Підляського воєводства.

## Історія
У 1975—1998 роках село належало до Білостоцького воєводства.